# Álex Domínguez
Álex Domínguez, né le 30 juillet 1999 à Granollers (Espagne), est footballeur espagnol qui évolue au poste de gardien de but au Toulouse FC.

## Carrière

### Toulouse FC
Le 26 juillet 2023, il signe au Toulouse FC, en provenance du club espagnol de Las Palmas qui vient de valider sa monté en Liga,. Barré par Guillaume Restes en championnat, il joue son premier match officiel sous les couleurs de Toulouse le 7 janvier 2024 en trente-deuxième de finale de Coupe de France contre le Chambéry SF, match où il garde ses cages inviolées. Au tout suivant, contre le club de National 1 du FC Rouen, il arrête deux pénaltys au cours d'un match qui se conclut sur le score de trois partout. Mais lors de la séance de tirs au but, il n'arrête aucune des douze tentatives du club normand élimine donc le TFC. Ce sont ces deux seuls matchs de la saison avec Toulouse.
Le 1er décembre 2024 la gardien titulaire toulousain Guillaume Restes se blesse à vingt minutes de la fin du match de Ligue 1 contre l'Auxerre, ce qui permet à Álex Domínguez de jouer en Ligue 1 pour la première fois, sans encaisser de but,.